# Parenté à la mode de Bretagne
La parenté à la mode de Bretagne, aussi nommée parenté à la mode de Bourgogne, est une façon de décrire des liens de parenté autrefois usités, en Bretagne particulièrement, d'où cette expression fréquente sous l'Ancien Régime dans ce pays. L'usage s'en est fortement réduit au cours du XIXe siècle. Le même mode de calcul de parenté était également pratiqué en Bourgogne, mais aussi en Corse, où il est employé quelquefois encore de nos jours.
Sauf peut-être dans certaines régions, les parentés correspondantes sont très précises : les parentés désignées par oncle, tante, neveu, nièce, cousin, cousine « à la mode de Bretagne » ont la même signification que la parenté homonyme, dans laquelle la relation définie par rapport à un frère ou une sœur est élargie à la relation par rapport à un cousin germain ou une cousine germaine.

## Définition

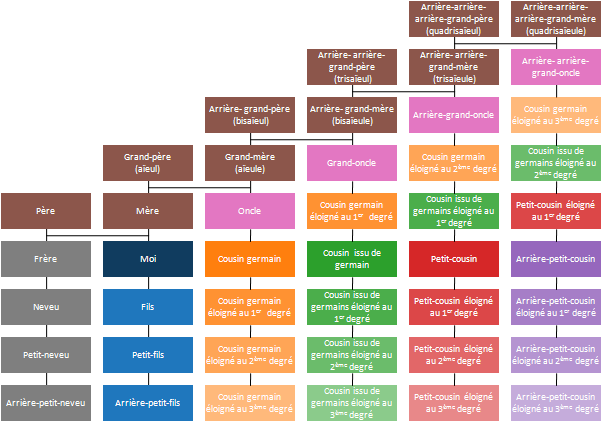
Illustration des degrés de parenté.

L'Encyclopédie ou Dictionnaire raisonné des sciences, des arts et des métiers tome 4 de 1754 illustre ce concept particulier à la Bretagne dans l'article Cousin :
« Les cousins peuvent se trouver en degré inégal ; par exemple, un cousin germain, & un cousin issu de germain ; en ce cas, on dit que le premier a le germain sur l’autre, & c’est ce que l’on appelle oncle ou tante à la mode de Bretagne. Si les deux cousins sont encore plus éloignés d’un degré, en ce cas le plus proche de la tige commune est, à la mode de Bretagne, le grand oncle du plus éloigné[pas clair] »

## Oncle ou tante à la mode de Bretagne
- Un oncle à la mode de Bretagne est le cousin germain du père ou de la mère.
- Une tante à la mode de Bretagne est la cousine germaine du père ou de la mère.
- Synonymes : oncle issu de germain, tante issue de germain, petit-oncle, petite-tante.

## Neveu ou nièce à la mode de Bretagne
- Un neveu à la mode de Bretagne est le fils d'un cousin ou d'une cousine germaine.
- Une nièce à la mode de Bretagne est la fille d'un cousin ou d'une cousine germaine.
- Synonymes : neveu issu de germain, nièce issue de germain.

## Cousin ou cousine à la mode de Bretagne
- Un cousin à la mode de Bretagne est le fils d'un oncle ou d'une tante à la mode de Bretagne c'est-à-dire le fils d'un cousin germain ou d'une cousine germaine du père ou de la mère.
- Une cousine à la mode de Bretagne est la fille d'un oncle ou d'une tante à la mode de Bretagne c'est-à-dire la fille d'un cousin germain ou d'une cousine germaine du père ou de la mère.
- Synonymes : petit-cousin, petite-cousine, cousin issu de germain, cousine issue de germain, cousin remué de germain, cousine remuée de germain.
- Sens particulier : par extension, parent éloigné dont la parenté est difficile à établir[1].